# Ansambel Topliška pomlad
Ansambel Topliška pomlad prihaja iz Dolenjskih Toplic. Gre za klasičen instrumentalni trio z diatonično harmoniko in pevskim duetom.
Za sabo imajo že vrsto nastopov, tudi na največjih prireditvah in festivalih. V slabih 10 letih delovanja so se trikrat uvrstili v finale zamejskega festivala v Števerjanu, dvakrat bili finalisti Vurberka, prejeli so dva zlata in dva srebrna termalčka na Novoletnem festivalu narodno-zabavne glasbe Dolenjske Toplice, dvakrat so si priigrali srebrnega pastirčka na Graški gori, v Šentjerneju in Števerjanu pa sta bili nagrajeni besedili njihovih skladb.
Ansambel je nastopil tudi v oddaji Na zdravje in Slovenski pozdrav.
Glasba je pretežno delo Petra Finka, največ besedil je za njihove skladbe napisal Matej Kocjančič, nekaj tudi Fanika Požek.
V letu 2013 so izdali zgoščenko Vandrovček ter posneli šest videospotov. Vsako leto na Martinovo nedeljo pripravijo samostojni celovečerni koncert z gosti. Leta 2018 so izdali svojo drugo zgoščenko Kje je tisti. 

## Člani
- Uroš Mavsar, kitarist
- Valentina Fink Klobučar, pevka
- Marko Grahovar, pevec
- David Hočevar, basist
- Gašper Klobučar, harmonikaš[5]

## Uspehi
- 2008 - Zlati termalček, Novoletni festival narodnozabavne glasbe Dolenjske Toplice
- 2009 - 3. nagrada občinstva in nagrada za najboljše besedilo Faniki Požek za tekst Mnogo sanj, Šentjernej
- 2009 - Zlati termalček, Novoletni festival narodnozabavne glasbe Dolenjske Toplice
- 2010 - Finale, Festival Števerjan
- 2010 - Finale, Festival Vurberk
- 2011 - Srebrni termalček, Novoletni festival narodnozabavne glasbe Dolenjske Toplice
- 2011 - Finale, Festival Števerjan
- 2012 - Finale, Festival Vurberk
- 2012 - Nagrada za najboljše besedilo Faniki Požek za tekst Dva bregova, Festival Števerjan
- 2012 - Srebrni pastirček, Festival Graška gora
- 2012 - Srebrni termalček, Novoletni festival narodnozabavne glasbe Dolenjske Toplice[6]
- 2015 - Korenova plaketa, Festival Ptuj[7]
- 2019 - 3. mesto Slovenska polka in valček - polka Taksi

```
        1. mesto po izboru občinstva
```

- 2022 - 3. mesto Slovenska polka in valček - polka Moj fant

```
        1. mesto po izboru občinstva
```

- 2022 - ZMAGA / ZLATI TERMALČEK na festivalu narodno-zabavne glasbe Dolenjske Toplice

## Martinov koncert ansambla Topliška pomlad
Martinov koncert je letni koncert, ki ga ansambel izvaja skupaj z mnogimi gosti. Do sedaj se je izvedel na martinovo nedeljo, v Gasilskem domu v Podturnu, v občini Dolenjske Toplice. Zadnja dva pa sta bila izvedena v Kulturno kongresnem centru Dolenjske Toplice. 

## Polepšajmo božič otrokom
Polepšajmo božič otrokom je dobrodelna akcija, ki jo meseca decembra izvaja ansambel. Rdeča nit je zbiranje igrač, šolskih potrebščin, sladkarij, higienskih pripomočkov in oblačil za otroke iz socialno ogroženih družin.

## Diskografija
1. Vandrovček (2013)
2. Taksi (2019)

## Uspešnice
- Kam bova vandrala
- Kje je tisti
- Domov
- Taksi